# فاريني
فاريني (بالإيطالية: Farini)‏ هي بلدية في مقاطعة بياتشنزا في إقليم إميليا رومانيا الإيطالي.

## السكان
في سنة 1861 بلغ عدد السكان 6٬235 نسمة، وتطور العدد ليصل في سنة 2011 لـ 1٬455 نسمة.
يظهر هذا المخطط البياني تطور النمو السكاني لـ فاريني

## توأمة
لفاريني اتفاقيات توأمة مع:
- نوجينت سور مارن